# Battiato (album 1977)
| Recensione | Giudizio |
| ---------- | -------- |
| AllMusic   |          |

Battiato (in etichetta e altrove sul disco, Franco Battiato) è il sesto album di Franco Battiato, pubblicato dalla Dischi Ricordi nella primavera del 1977. È il primo album dell'artista pubblicato con questa etichetta.
Il disco uscì come 33 giri con una composizione per lato. Venne ripubblicato qualche anno dopo nella Serie Orizzonte, linea economica della stessa casa discografica. Nel 1993 la Artis Records ne ha pubblicato una prima ristampa in CD, intitolata Zâ, mentre una versione CD più fedele all'originale è uscita nel 1998 assieme ad altri album del periodo 1971 - 1978 del cantautore. 

## Descrizione
Il disco è composto da due brani, entrambi strumentali, della durata di circa 20 minuti ciascuno.

### Zâ
Sulle note di copertina, Battiato descrive il brano in questo modo:
Questo brano per pianoforte è composto quasi interamente da un solo accordo, con poche variazioni, che si ripete a ritmi differenti durante il brano, ognuno con una certa regolarità. La traccia è suddivisibile in alcune parti a seconda dell'accordo utilizzato, che varia leggermente.

### Cafè-Table-Musik
Così come per Zâ, anche Cafè-Table-Musik venne descritta dall'autore nelle note di copertina dell'album:
Questo brano, il cui titolo deriva da una locuzione con cui Marcel Proust aveva definito alcuni suoi libri, ovvero coffee table books, è veramente definibile un collage musicale composto da vari pezzi, da parti di pianoforte a recitazioni di frammenti di testi. Nei suoi dischi precedenti Battiato aveva pubblicato altri brani in stile collage musicale composti da parti di varia natura come poesie recitate, vecchie canzoni ecc. come in Ethika fon Ethica (in Clic) e Goutez et comparez (in M.elle le "Gladiator").

## Tracce
Musica di Franco Battiato.
Lato A
1. Zâ – 19:35

Lato B
1. Cafè - Table - Musik – 20:24

## Formazione
- Antonio Ballista – pianoforte
- Alide Maria Salvetta – soprano (solo lato B)